# 灌木巨龙属
灌木巨龙（属名：Garrigatitan，意为“灌木巨人”，指一种以抗旱灌木丛为特征的地中海植被类型）是法国晚白垩世蜥蜴砂岩组的一属泰坦巨龙类，仅含一个物种：南方灌木巨龙（Garrigatitan meridionalis）。该属亚成体体长估计为4—6（13—20英尺），而成体体长估计约为12—16（39—52英尺）。

## 发现与命名
2009年至2012年期间，古生物协会（Palaios Association）和普瓦捷大学在Velaux-La Bastide Neuve进行发掘。挖掘过程中发现了灌木巨龙的正模标本，吉普赛龙的遗骸亦被发现。
2020年，模式种南方灌木巨龙（G. meridionalis）由维罗尼卡·迪兹·迪亚兹（Verónica Díez Díaz）、格拉迪内·加西亚（Géraldine Garcia）、泽维尔·佩雷达·苏博比奥拉（Xabier Pereda Suberbiola）、本杰明·简琴-切申诺（Benjamin Jentgen-Ceschino）、科恩·斯坦（Koen Stein）、帕斯卡·迦德弗利兹（Pascal Godefroit）和泽维尔·瓦伦丁（Xavier Valentin）等人命名并叙述。正模标本MMS / VBN.09.17由一个不成熟个体的骶骨组成，发现于Begudian砂岩层中，该层是第二系列的第二层，其地质年龄可以追溯到坎帕阶晚期。
另外，许多其它化石也被分配至该物种，包括：MMS / VBN.02.99：颈椎； MMS / VBN.09.A.016和MMS / VBN.09.47：两个肱骨； MMS / VBN.12B.12a：左髂骨，MMS / VBN.12B.12b：右坐骨。此外，部分分配至该属的化石身份存疑，分别为：MMS / VBN.12B.011：神经棘； MMS / VBN.12.82：右肱骨； MMS.VBN.09.A.017：部分右股骨；MMS / VBN.00.13：左股骨。这些被分配的标本来自第二系列的第三层，发现于一块面积为375平方米、厚度为1.2（3.9英尺）的区域中。两者之间没有关联，可能代表不同个体，并且都是Moulin Seigneurial de Velaux收藏品的一部分。

## 词源
属名取自奥克语garriga（“灌木”）和希腊语titan（希腊神话中的巨人）；种名meridonalis在拉丁语中意为“南方”。